# Ivan Hašek
Ivan Hašek (Městec Králové, República Checa, 6 de septiembre de 1963) es un exfutbolista y entrenador checo. Se desempeñaba en la posición de centrocampista. Actualmente dirige a la selección de República Checa.
Hašek jugó como mediocampista central y pasó 11 años de su carrera con el Sparta Praga, participando en más de 300 partidos oficiales con el club y luego actuando como su entrenador. Hašek representó a Checoslovaquia en el Mundial de 1990 y también fue presidente de la Asociación de Fútbol de la República Checa.

## Carrera como jugador
Hašek nació en Městec Králové. Durante sus 21 años de carrera, representó al Sparta Praga (dos temporadas), al RC Estrasburgo, al Sanfrecce Hiroshima y al JEF United Ichihara. En el club francés jugó dos temporadas cada una en la Ligue 1 y la Ligue 2 y, en sus últimos días como jugador, pasó en el equipo principal del Sparta, haciendo equipo con su primo Martin.

## Selección nacional
Fue internacional con la selección de fútbol de Checoslovaquia en 55 ocasiones y marcó 5 goles. Debutó el 5 de septiembre de 1984, en un encuentro amistoso ante la selección de Grecia que finalizó con marcador de 1-0 a favor de los checoslovacos. En 1994 disputó un partido con la selección de la República Checa.. Participó en la Copa del Mundo de Italia 90, anotando un gol a Estados Unidos en la goleada 5-1.

### Participaciones en Copas del Mundo
| Mundial                        | Sede   | Resultado        | Goles |
| ------------------------------ | ------ | ---------------- | ----- |
| Copa Mundial Sub-20 de 1983    | México | Cuartos de final | 0     |
| Copa Mundial de Fútbol de 1990 | Italia | Cuartos de final | 1     |

## Carrera como entrenador
Hašek debutó como entrenador en 1999 y tuvo la oportunidad de dirigir a sus ex clubes Sparta Praga y Estrasburgo, así como Vissel Kobe, Al-Wasl y AS Saint-Étienne. En diciembre de 2007, tomó las riendas del Al-Ahli, con sede en Dubái.
En junio de 2009, Hašek fue elegido presidente de la Asociación de Fútbol de la República Checa.Sin embargo, el 7 de julio anunció que asumiría el cargo de entrenador de la selección nacional hasta el final de las eliminatorias para el Mundial de 2010.No obstante, dejó el cargo el 14 de octubre de 2009.El 26 de junio de 2011, dejó su cargo de presidente de la Federación para dirigir por segunda vez a Shabab Al-Ahli.
Durante los años siguientes, el checo entrenó en el fútbol árabe a clubes como el Al-Hilal, Qatar SC, Fujairah (dos oportunidades)y Emirates Club.
El 15 de julio de 2021, fue oficializado como entrenador de la selección del Líbano.Después de no poder clasificar al país asiático para la Copa Mundial de la FIFA 2022, su contrato expiró y no fue renovado.
El 4 de enero de 2024, Hašek inició su segunda etapa como seleccionador de República Checa.En la Eurocopa 2024, su seleccionado quedó eliminado en la fase de grupos luego de caer ante Turquía por 2-1 en la última jornada.

## Clubes

### Como futbolista
| Club                | País            | Año       |
| ------------------- | --------------- | --------- |
| Sparta Praga        | Checoslovaquia  | 1981-1990 |
| Racing Estrasburgo  | Francia         | 1990-1994 |
| Sanfrecce Hiroshima | Japón           | 1994-1995 |
| JEF United Chiba    | Japón           | 1995-1996 |
| Sparta Praga        | República Checa | 1996-1998 |

### Como entrenador
| Club                            | País                   | Año       |
| ------------------------------- | ---------------------- | --------- |
| Sparta Praga                    | República Checa        | 1999-2001 |
| Racing Estrasburgo              | Francia                | 2001-2003 |
| Vissel Kobe                     | Japón                  | 2004      |
| Al-Wasl                         | Emiratos Árabes Unidos | 2005      |
| Saint-Étienne                   | Francia                | 2006-2007 |
| Shabab Al-Ahli                  | Emiratos Árabes Unidos | 2007-2009 |
| Selección de la República Checa | República Checa        | 2009      |
| Shabab Al-Ahli                  | Emiratos Árabes Unidos | 2011      |
| Al-Hilal                        | Arabia Saudita         | 2012      |
| Qatar SC                        | Catar                  | 2014      |
| Fujairah                        | Emiratos Árabes Unidos | 2014-2016 |
| Emirates Club                   | Emiratos Árabes Unidos | 2016-2017 |
| Fujairah                        | Emiratos Árabes Unidos | 2018-2019 |
| Selección del Líbano            | Líbano                 | 2021-2022 |
| Selección de la República Checa | República Checa        | 2024-Act. |

## Palmarés

### Como futbolista

#### Campeonatos nacionales
| Título                             | Club         | País            | Año     |
| ---------------------------------- | ------------ | --------------- | ------- |
| Primera división de Checoslovaquia | Sparta Praga | Checoslovaquia  | 1983-84 |
| Copa de Checoslovaquia             | Sparta Praga | Checoslovaquia  | 1983-84 |
| Primera división de Checoslovaquia | Sparta Praga | Checoslovaquia  | 1984-85 |
| Primera división de Checoslovaquia | Sparta Praga | Checoslovaquia  | 1986-87 |
| Primera división de Checoslovaquia | Sparta Praga | Checoslovaquia  | 1987-88 |
| Copa de Checoslovaquia             | Sparta Praga | Checoslovaquia  | 1987-88 |
| Primera división de Checoslovaquia | Sparta Praga | Checoslovaquia  | 1988-89 |
| Copa de Checoslovaquia             | Sparta Praga | Checoslovaquia  | 1988-89 |
| Primera división de Checoslovaquia | Sparta Praga | Checoslovaquia  | 1989-90 |
| Gambrinus liga                     | Sparta Praga | República Checa | 1996-97 |
| Gambrinus liga                     | Sparta Praga | República Checa | 1997-98 |

#### Distinciones individuales
| Distinción                      | Año  |
| ------------------------------- | ---- |
| Futbolista Checoslovaco del año | 1987 |
| Futbolista Checoslovaco del año | 1988 |

### Como entrenador

#### Campeonatos nacionales
| Título                               | Club          | País                   | Año     |
| ------------------------------------ | ------------- | ---------------------- | ------- |
| Gambrinus liga                       | Sparta Praga  | República Checa        | 1999-00 |
| Gambrinus liga                       | Sparta Praga  | República Checa        | 2000-01 |
| Copa de los Emiratos Árabes Unidos   | Al-Ahli F. C. | Emiratos Árabes Unidos | 2007-08 |
| Liga Árabe del Golfo                 | Al-Ahli F. C. | Emiratos Árabes Unidos | 2008-09 |
| Copa del Príncipe de la Corona Saudí | Al-Hilal      | Arabia Saudita         | 2011-12 |